# 布斯半島
布斯半島（英語：Booth Peninsula），是南極洲的半島，位於威爾克斯地，處於雷門丘斯冰川西南面6公里，長7公里、寬2公里，由美國海軍拍攝空中照片繪入地圖，現時由南極條約體系管理。